# 雪岳山
座標: 北緯38度07分 東経128度28分 / 北緯38.117度 東経128.467度
雪岳山（ソラクさん、설악산, 雪嶽山）は、大韓民国北東部の江原特別自治道にある山並の総称で、朝鮮半島東部を貫く太白山脈（白頭大幹）で最も高い部分をなす。日本海側の束草市西部に位置し、雪岳山国立公園に指定されている。
雪岳山には花崗岩でできた切り立った峰が連なるが、標高1,708mの大青峰（デチョンボン）が最高峰になる。済州島の漢拏山（標高1,950m）と小白山脈の南端の智異山（1,915m）に次ぐ、韓国第三の高峰である。花崗岩の峰々がいつでも雪が積もったように白く見えるところから雪岳山の名が付いたとされる。

## 天然保護区域および雪岳山国立公園

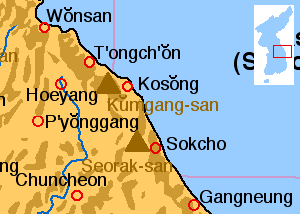
雪岳山の位置。軍事境界線を挟んだ北に金剛山がある

1965年に束草市・麟蹄郡・襄陽郡・高城郡にまたがる163.6km2の地域が「雪岳山天然保護区域」に指定された。1982年にはユネスコの指定する生物保全地域となり、韓国政府が提出する世界遺産の暫定リストにも記載されている。
北緯38度線よりも北にあるため、日本の植民地支配から解放された直後は、朝鮮民主主義人民共和国（北朝鮮）領であったが、朝鮮戦争での激戦の結果、日本海沿岸では国連軍が強く北に進出したため、その後迎えた休戦によって韓国領となった。1970年には韓国5番目の国立公園にもなっている。
山岳景観は、朝鮮半島の脊梁というべきおなじ太白山脈を形成する、北朝鮮領の金剛山とよく似ており、年中を通してハイキングやトレッキングを楽しむ多くの観光客が訪れているが、特に秋の紅葉シーズンは全山が赤く染まる最も美しい時期で、紅葉や黄葉の間にある険しい岩の峰や渓谷を見ようと訪れる人々が多い。主な植生は落葉樹と針葉樹の混交林で、代表的な樹種はハイマツである。一帯にゴーラル、ジャコウジカ、カワウソ、ツキノワグマ、モモンガが生息している。
山麓にロープウエイが設置され、日帰りハイキングで往復できる見所も多いが、最高峰の大青峰(1709m)を初めとする中心部は、急勾配の登山道と険しい岩山が多いため、健脚者向きの本格的な登山コースとなる。

## 外雪岳

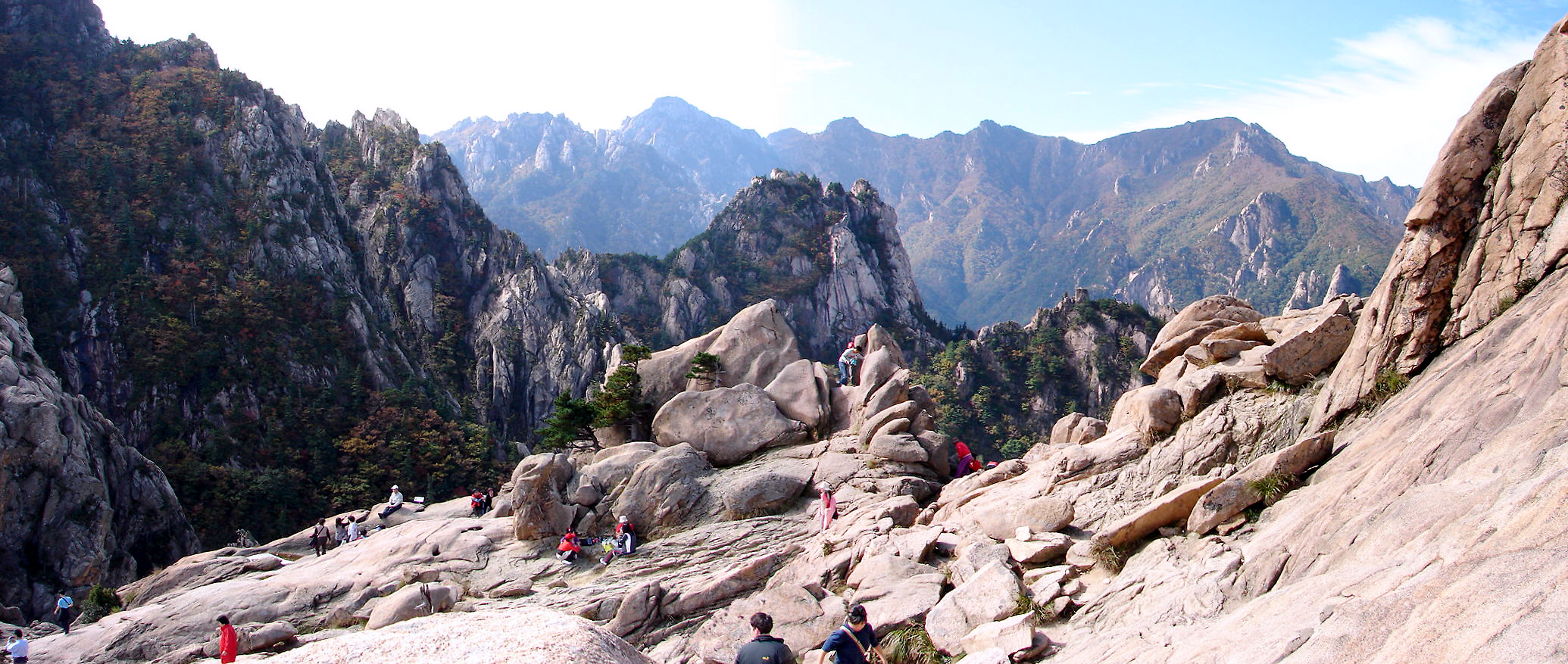
権金城（クォンクムソン）

雪岳山は分水嶺の西側の内雪岳（ネソラク）、東側の外雪岳（ウェソラク）、南部の南雪岳（ナムソラク）に分かれる。雪岳山の玄関口で特に多くの観光客が来る場所は、束草市街から車で15分の新興寺地域にある外雪岳側の国立公園入口とその先の千仏洞（チョンブルドン）渓谷であり、この周囲の谷間には多くの見所がある。

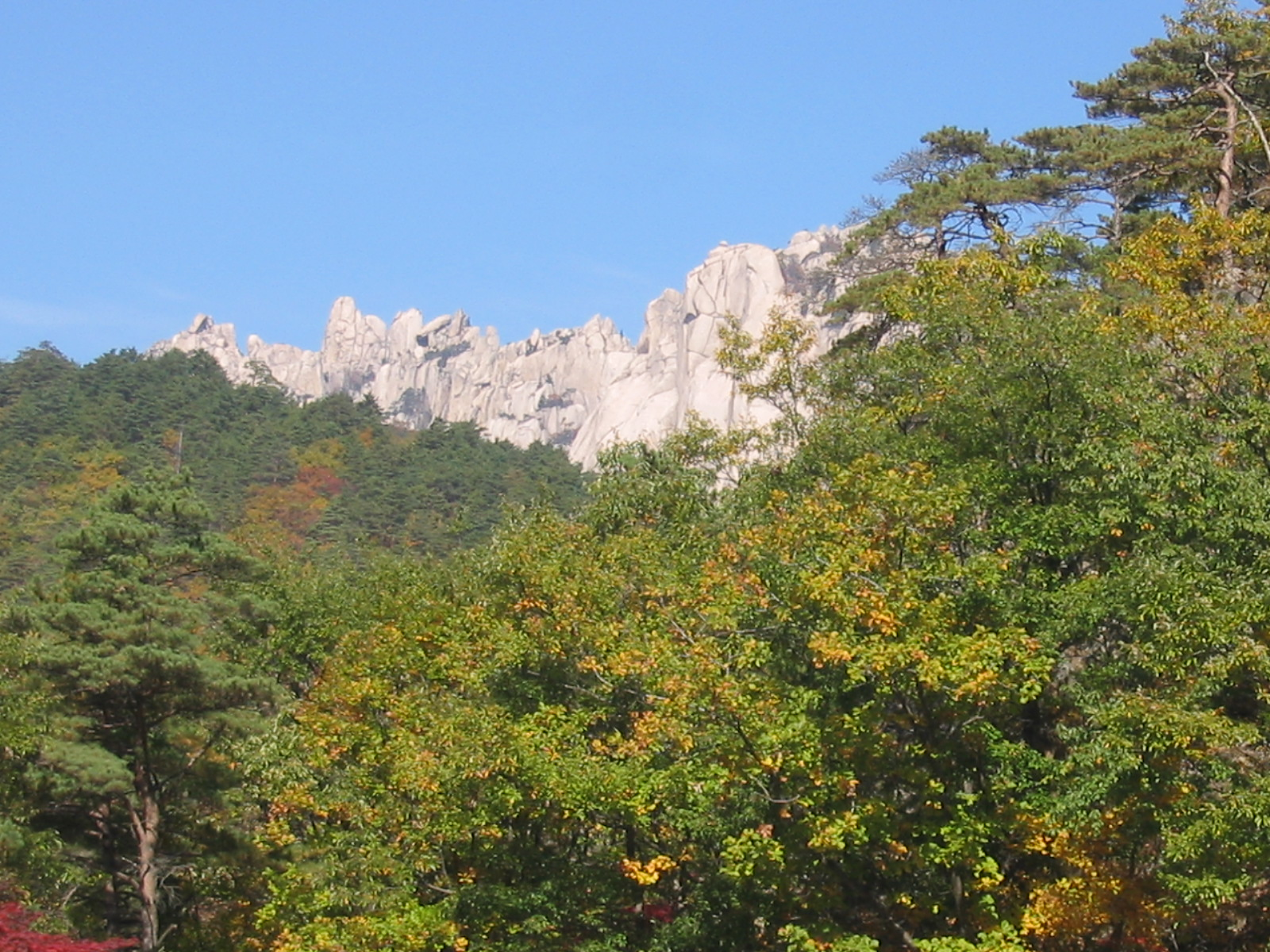
蔚山岩

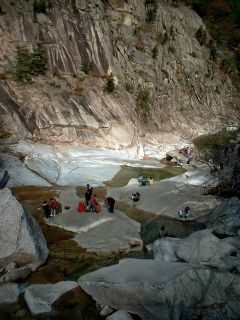
飛仙台

公園入口正面には権金城（クォンクムソン）という岩山がそびえ、途中まではロープウェーで上ることができる。頂上からの日本海や雪岳山一帯の眺めは非常に美しい。
公園入口のある谷から左側に40分ほど歩くと渓谷が続き、大きな吊り橋をわたると六潭瀑布や飛竜瀑布などの大きな滝が連続する。
公園入口から右の蔚山岩は標高950mの断崖絶壁に囲まれた岩山で、途中には新羅時代創建の新興寺、安養庵・内院庵・継祖庵などの東屋、フンドゥルバウィと呼ばれる岩などがあり、800段の鉄製階段で垂直の岩壁を登って頂上に着く。この頂上も眺めの美しいところとして知られる。蔚山岩という名には、ウルタリ（垣根）の形だからという説、「ウンヌンサン」（泣く山）から転じたとする説、蔚山から来たという説がある（金剛山ができたとき、この岩山も金剛山に加わるため蔚山を出たがすでに余地がなく、恥じて少し南に退いて眠ったところ、周囲があまりに美しいのでこの場所で良いと決めた、という話が伝わっている）。
飛仙台（ピソンデ）は公園入口から千仏洞渓谷（チョンブルドン、両側に鋭い岩山がいくつも立ち並び、まるで千体の仏像のように見えるところから名づけられた）をまっすぐ登ったところで、渓流の中に平らな台の様な岩がある。飛仙台の上の方に金剛窟（クムガンアム）という洞窟が見えるが、数十分歩いて階段を上ると多くの岩の峰が連なる風景を見ることができる。さらに奥へは、大青峰に登る本格的な登山コースが続いている。

## 内雪岳・南雪岳
内陸の麟蹄郡側は内雪岳と呼ばれ、2つの公園入口がある。百潭寺地域入口ゲートから7.5km続く渓谷は夏や紅葉の時期には美しく、奥には百潭寺（ペクダムサ）という新羅時代（7世紀半ば）創建の古い寺がある。百潭寺からさらに奥へ行くと、大青峰に至るまでに百の渕があることから百潭寺と名づけられた。
将帥台地域入口近くには、朝鮮戦争の激戦地であったこの周辺で死亡した将兵の冥福を祈るために建てられた楼閣の将帥台（ジャンスデ）があり、さらに奥の登山道を行くと朝鮮半島三大瀑布の一つ・落差88mの大乗瀑布がある。
南雪岳は、太白山脈を超える峠である寒渓嶺（ハンゲリョン）の南側の地区で襄陽郡に属し、五色地域入口がある。この地域は五色（オセク）薬水という名水があり、成国寺という寺院の跡地と新羅時代の三層石塔が残るほか、奥には鋳銭谷（チュジョンゴル）という大きな渓谷がある。

## 登山

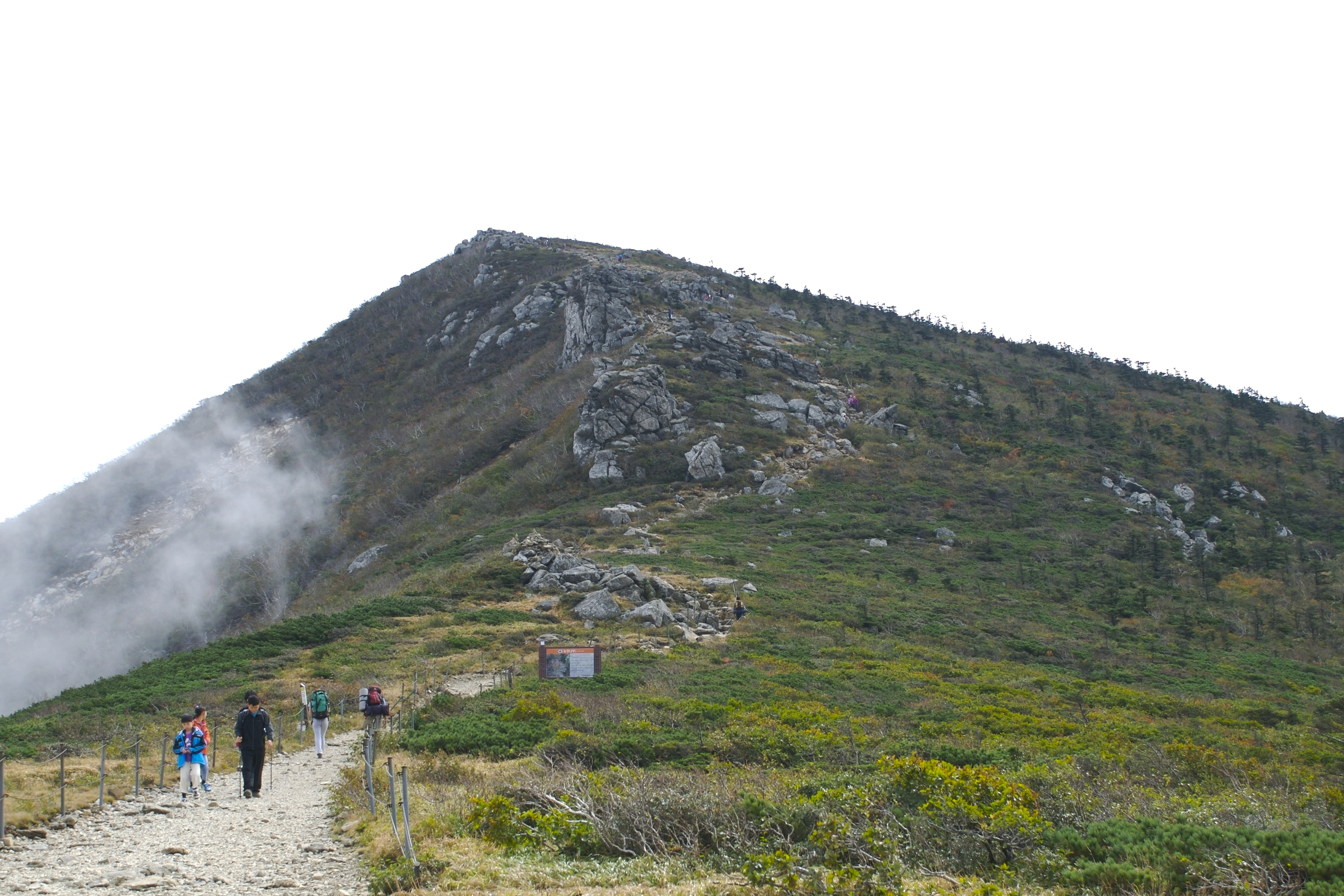
最高峰・大青峰頂上付近

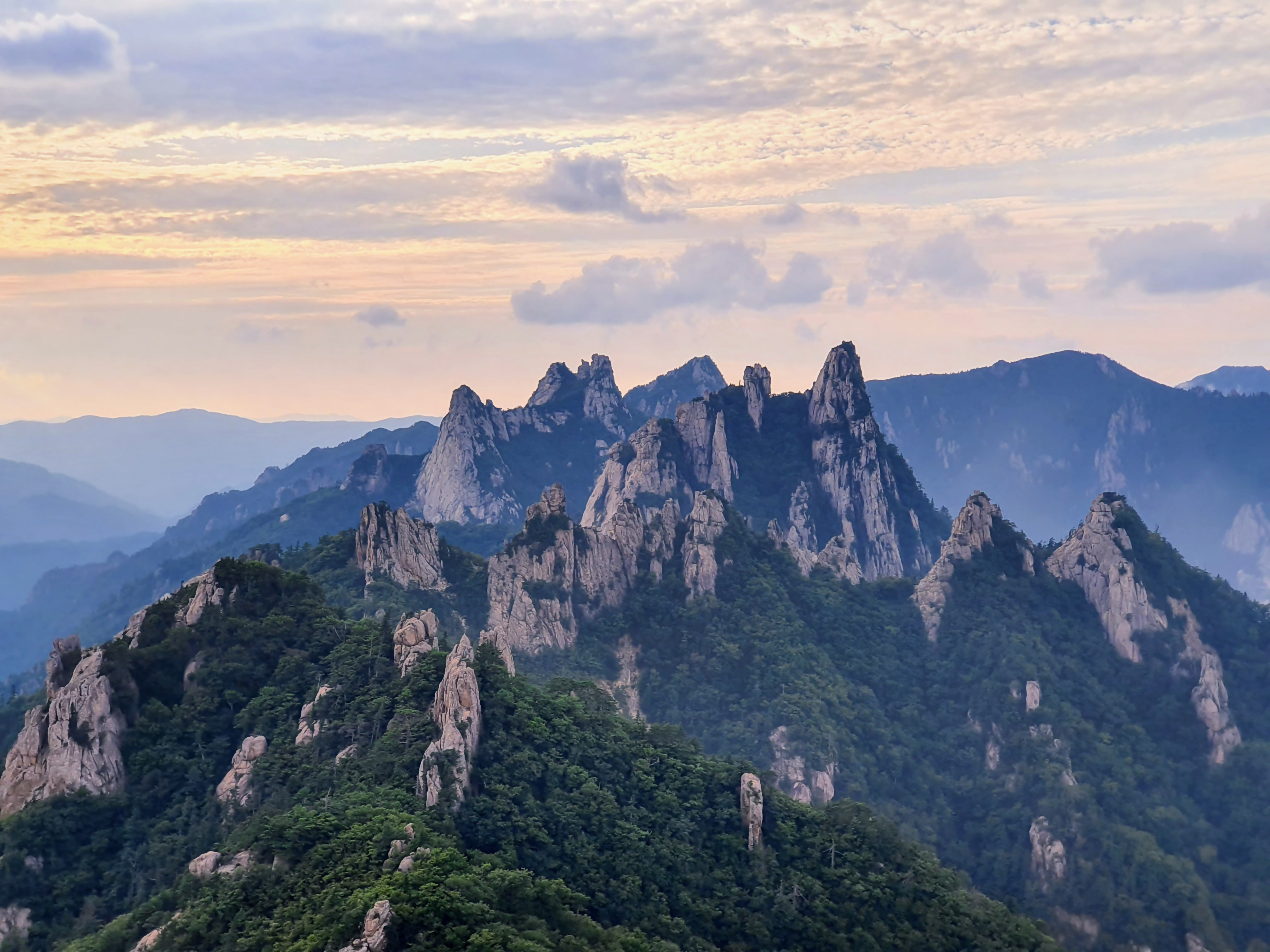
雪岳山の内外を二分する「恐竜稜線」の姿

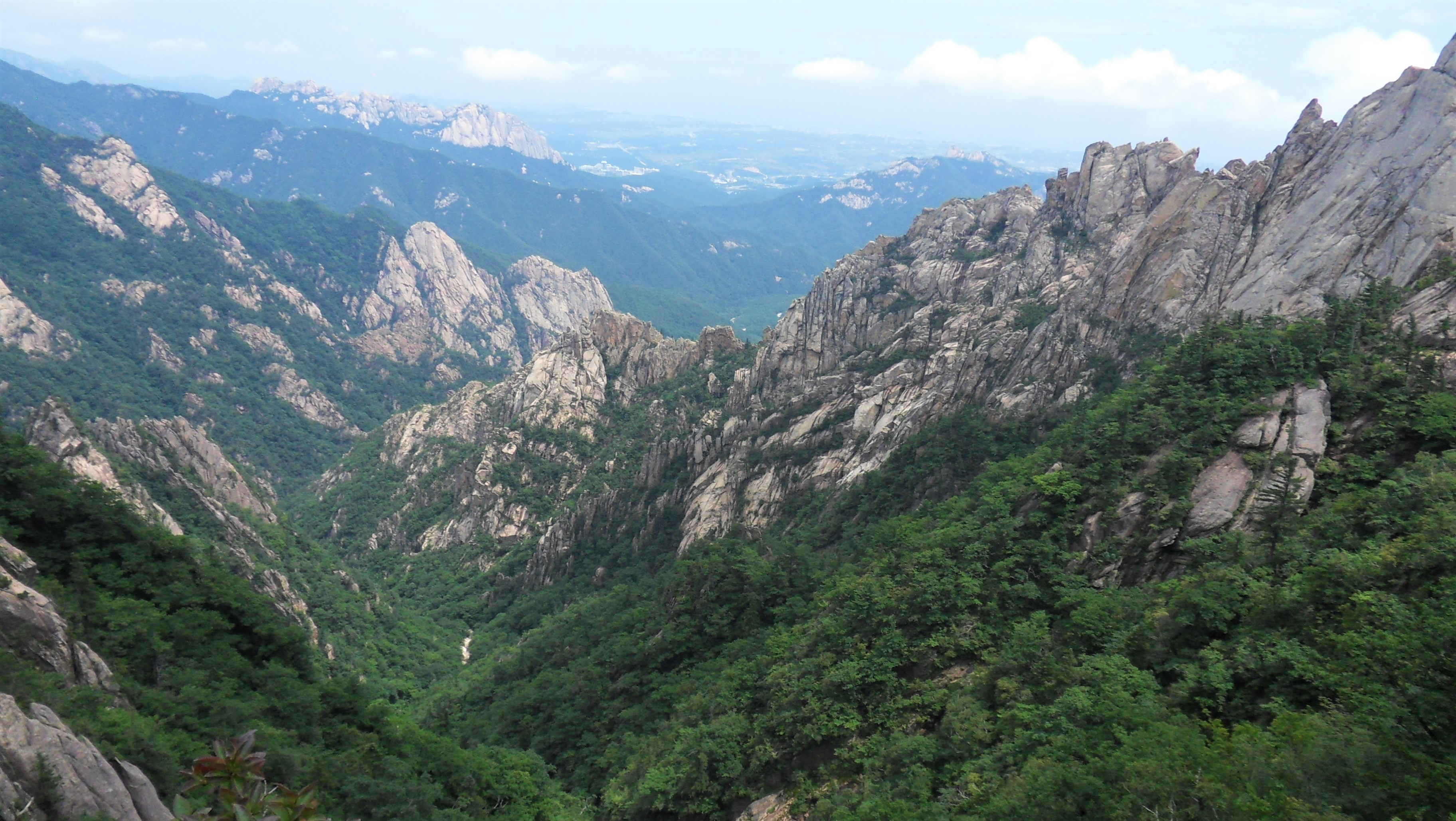
恐竜稜線から見た雪岳山・天花台

多数の登山ルートがあるが、ここでは比較的ポピュラーな2ルートを紹介する。基地となる都市は、いずれも江原特別自治道の束草であり、ソウルなど主要都市から多数の高速バスが出ており、容易に到達できる。ただし、鉄道は未だ通っていない。

### 五色温泉ルート
最高峰の大青峰に直登する最短ルートであるが、登山口の標高が420mと、標高差が約1,300ｍあるうえ、最後まで展望がほとんどない登山道は急傾斜が続き、ハードな行程を覚悟する必要がある。登山口は五色温泉のすぐ上にあり、ゲートをくぐると程なく、容赦ない急登が
始まる。登山道は階段状によく整備されている。約1時間半ほど歩くと、標高約900mの「第一休憩所」となり、木々の間から眺望が得られる。その後は、沢を渡る橋まで徒歩約1時間のトラバースが続くが、結構なアップダウンがある上、ガレ場で歩きにくく、時間を要する。沢をわたるところ（標高約1000m、唯一の水場）がこのルートのほぼ中間点であり、多くの登山者が憩っている。橋を渡ると、容赦のない急登が再開される。標高1,600mあたりから、背の低い灌木帯となり、若干傾斜が緩む。沢から約2時間強で、雪岳山系を360度見渡す大展望の山頂、大青峰に着く。山頂には、ハングルで書かれた表示板と、日本とよく似た形状の三角点標石がある。なお、道中に鎖場などの危険箇所は全くない。

### 飛仙台ルート
五色温泉よりも山頂までの距離は長く、標高差はさらに大きい（約1,500m）が、途中の渓谷が美しく、変化に富んだルートで、途中に避難小屋が3箇所設置されている。但し、避難小屋での宿泊は事前予約が必要である。ペットボトル入りの水や軽食は、自由に購入できる。
束草市内から、7番又は7-1番の市内バス（朝6時より20分おき程度に頻発）で終点下車。案内所、売店、宿泊施設などで賑わう登山口から約1時間は、林道（一般車通行不可）歩きで、林道が終わった先に、売店・食堂と、飛仙台と呼ばれる岩峰がある。ここのゲートをくぐると登山道が始まる。滝や岩峰などの渓谷美の区間を約3時間歩行すると、標高約780mの地点に陽瀑山荘が建つ。ここから1km程登ると渓谷は切れ、山稜にとりつく登りとなる。約2時間歩行すると、展望台と喜雲閣待避所（避難小屋）が立つ標高1,100ｍの稜線に至る。ここからさらに約2時間弱の急な登りで小青峰に到達し、百潭寺方面へのルートを分ける。直進すると中青峰直下に達するが、このピークの山頂は、北朝鮮情報の収集目的かと思われる巨大なドームアンテナが建っており、一般登山者の立ち入りは厳重に禁止されていて、山頂は踏めない。トラバースすると、小青峰から約30分で中青避難小屋となる。ここからさらに約30分で、大青峰の山頂に達する。このルートにも鎖場などはなく、危険箇所は階段となっているが、それなりに岩場も存在する。

## ギャラリー

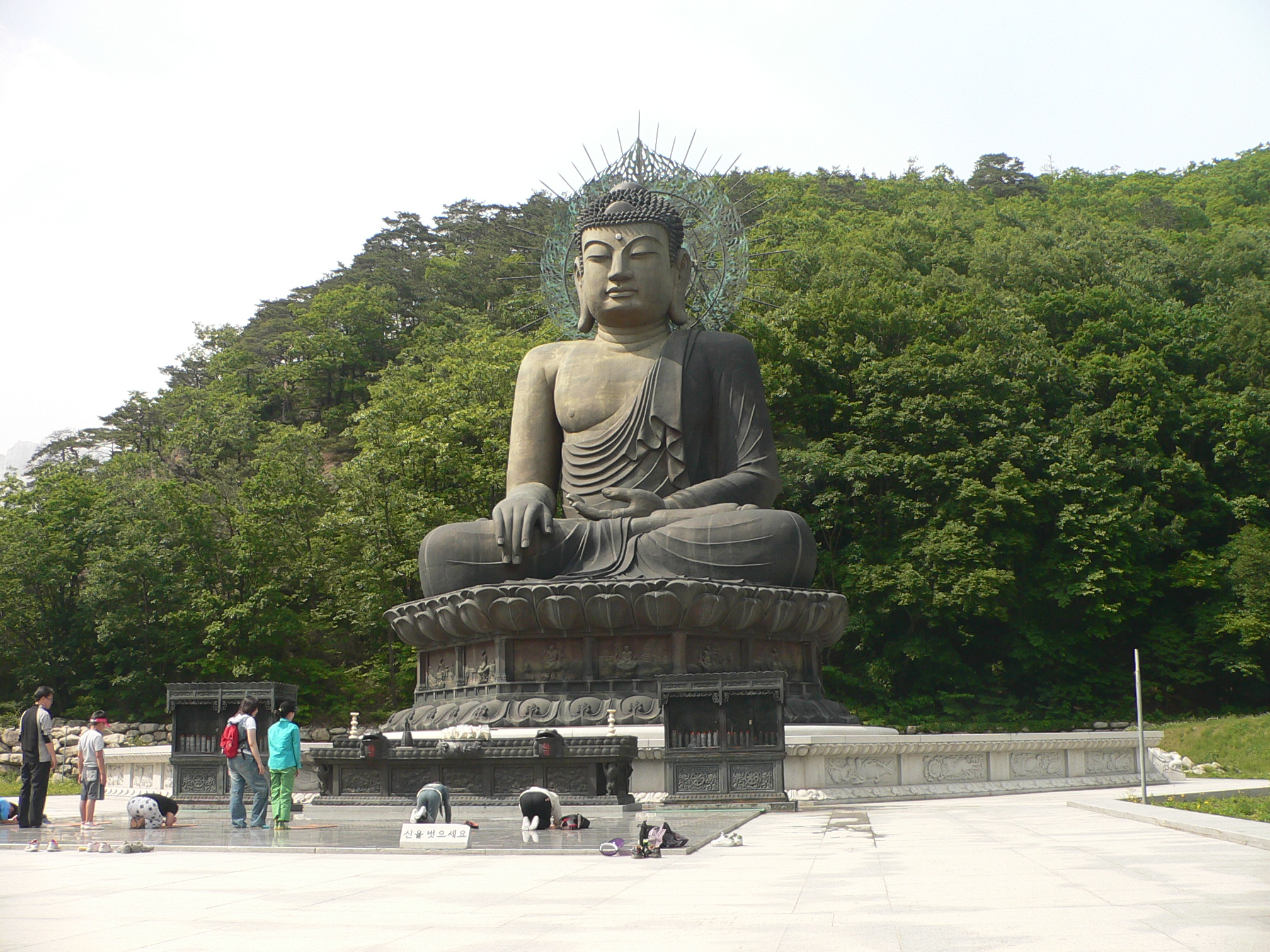
公園入口近くにある大仏
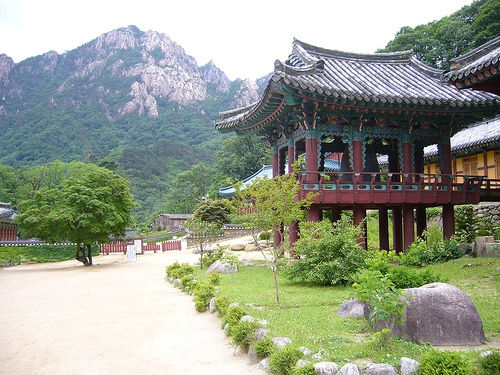
新興寺
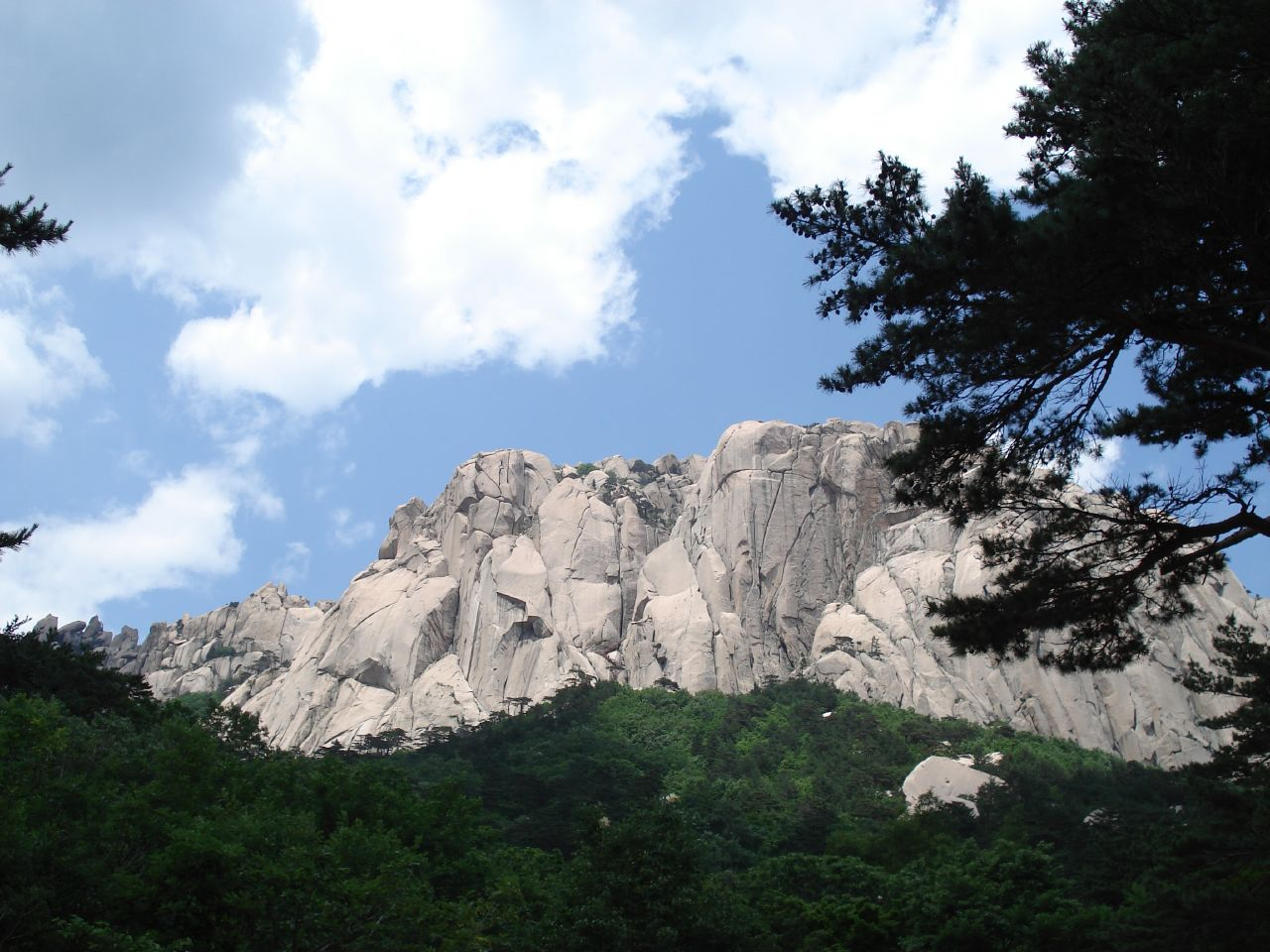
蔚山岩（ウルサンバウィ）
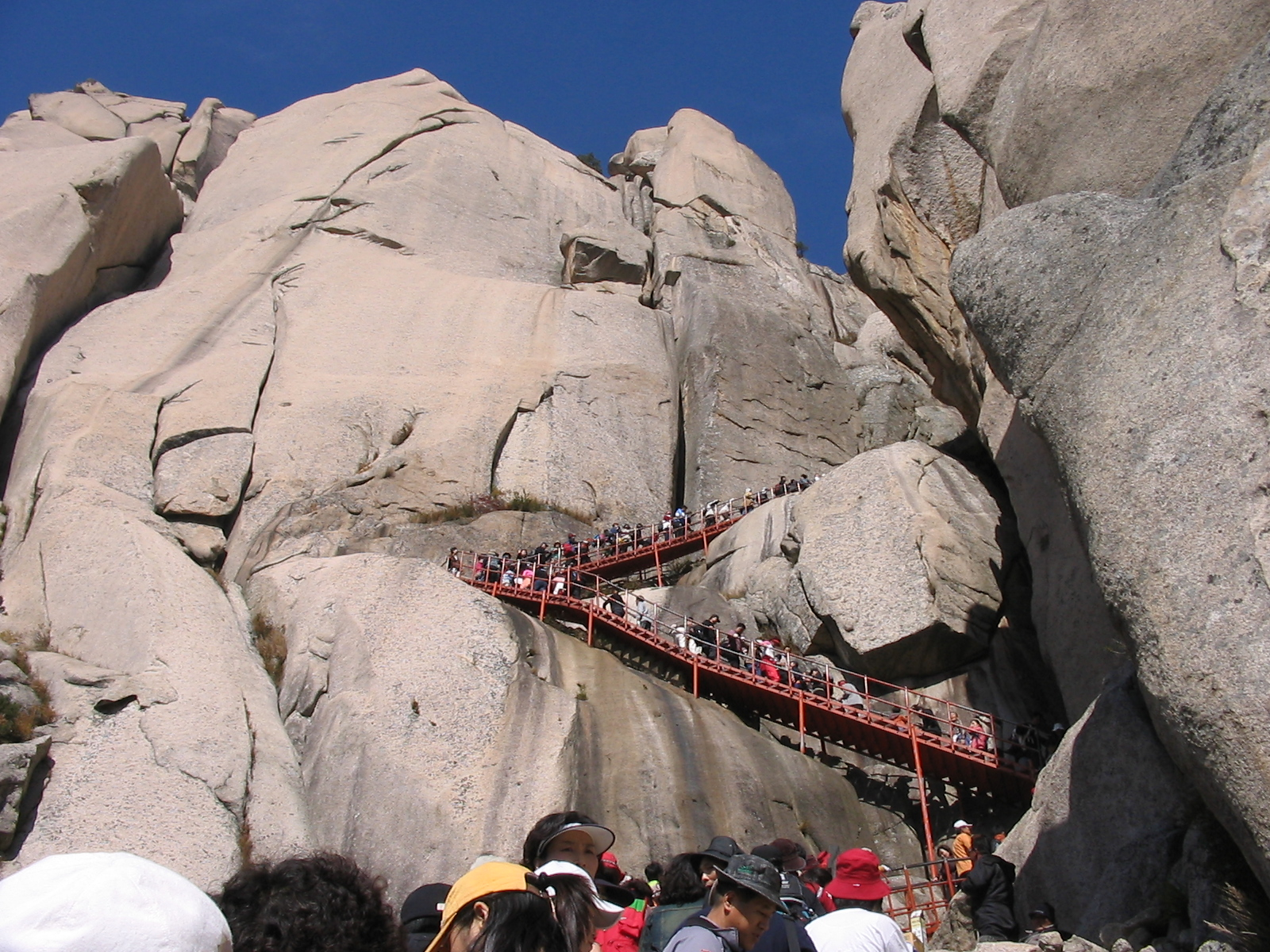
蔚山岩（ウルサンバウィ）への階段
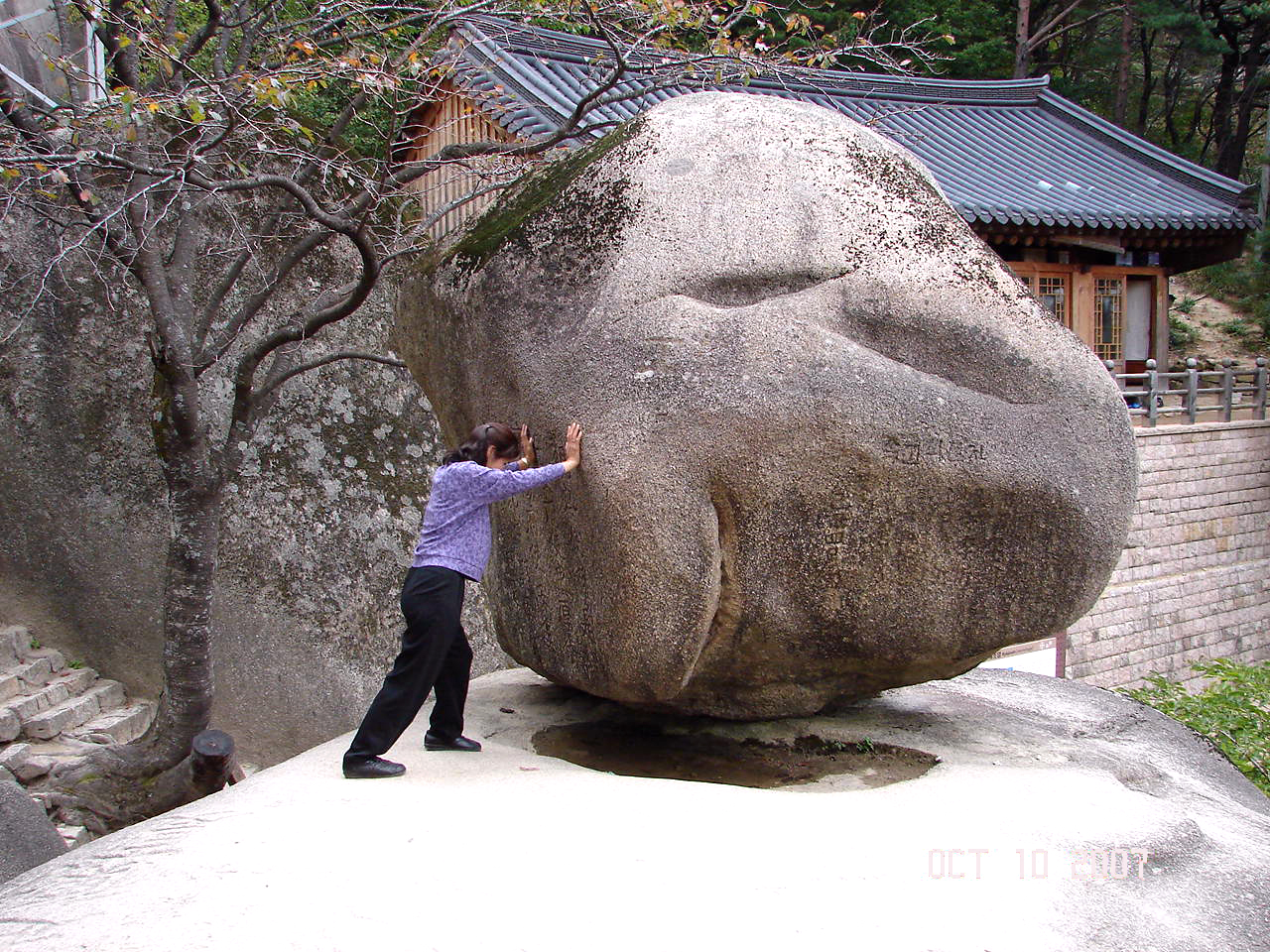
フンドゥルバウィ、手で押すと揺れる
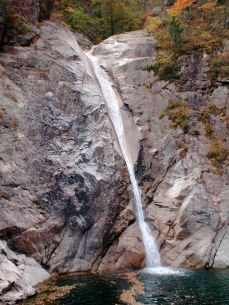
飛竜瀑布
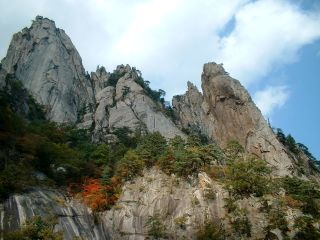
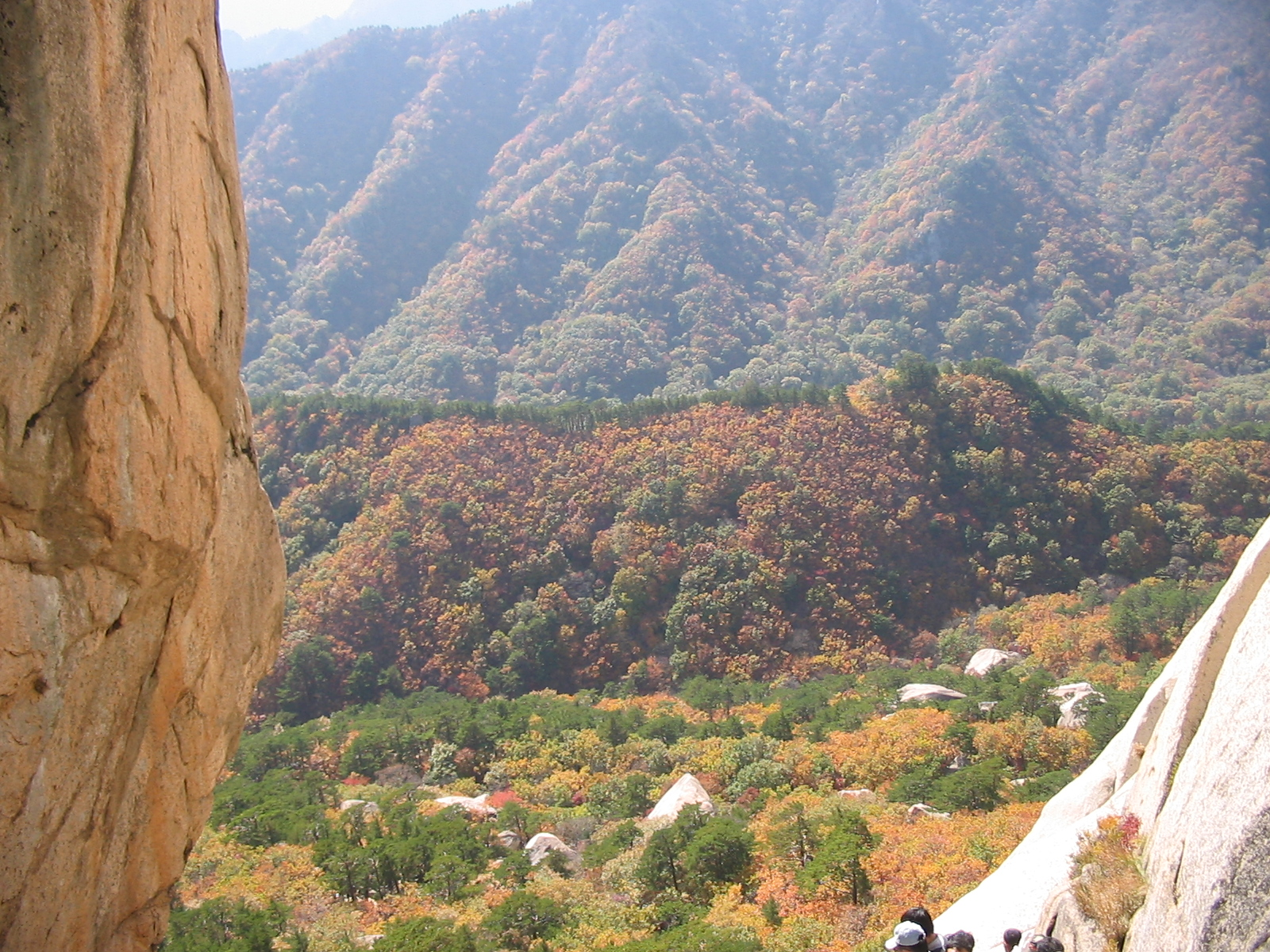
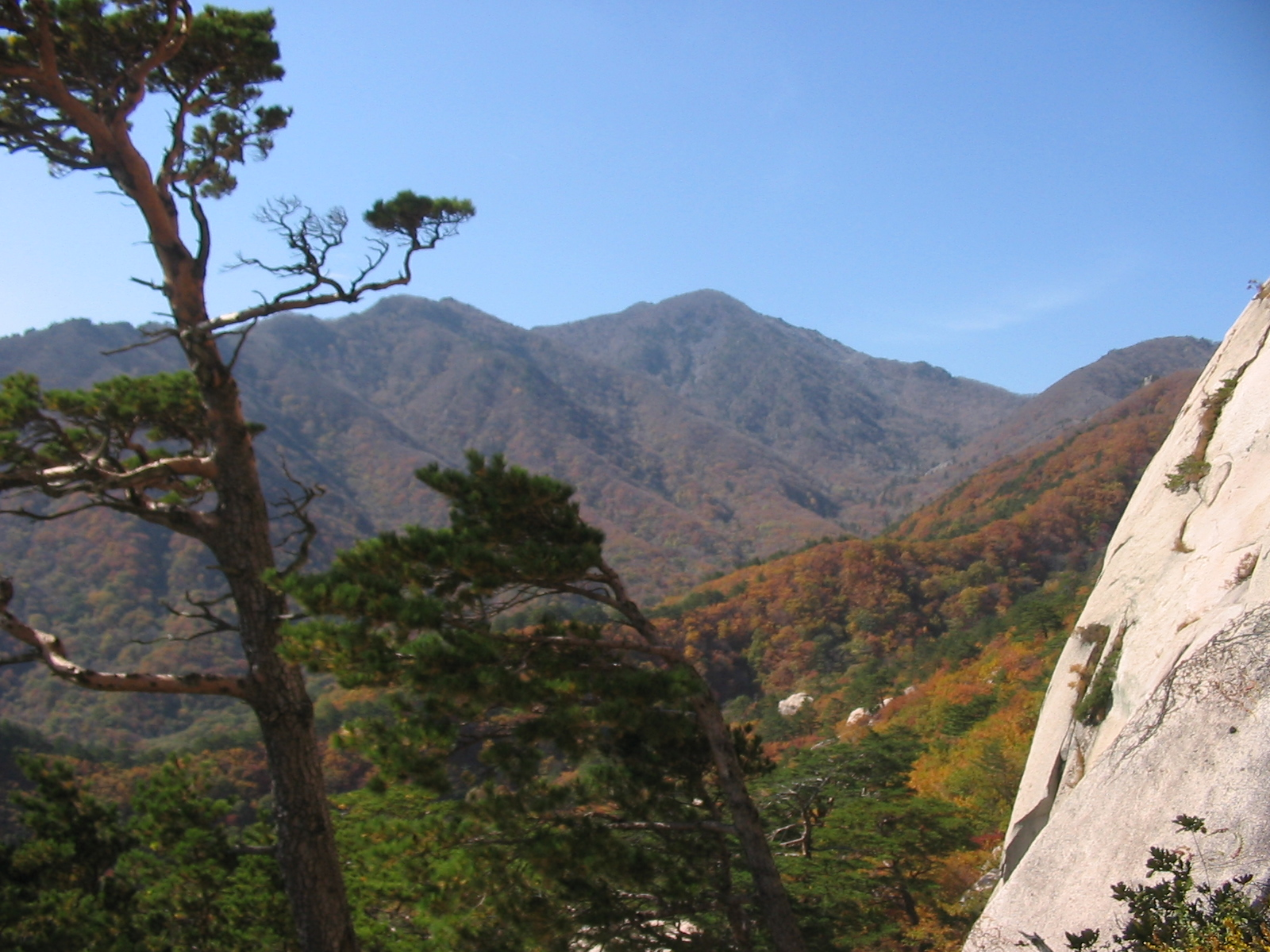
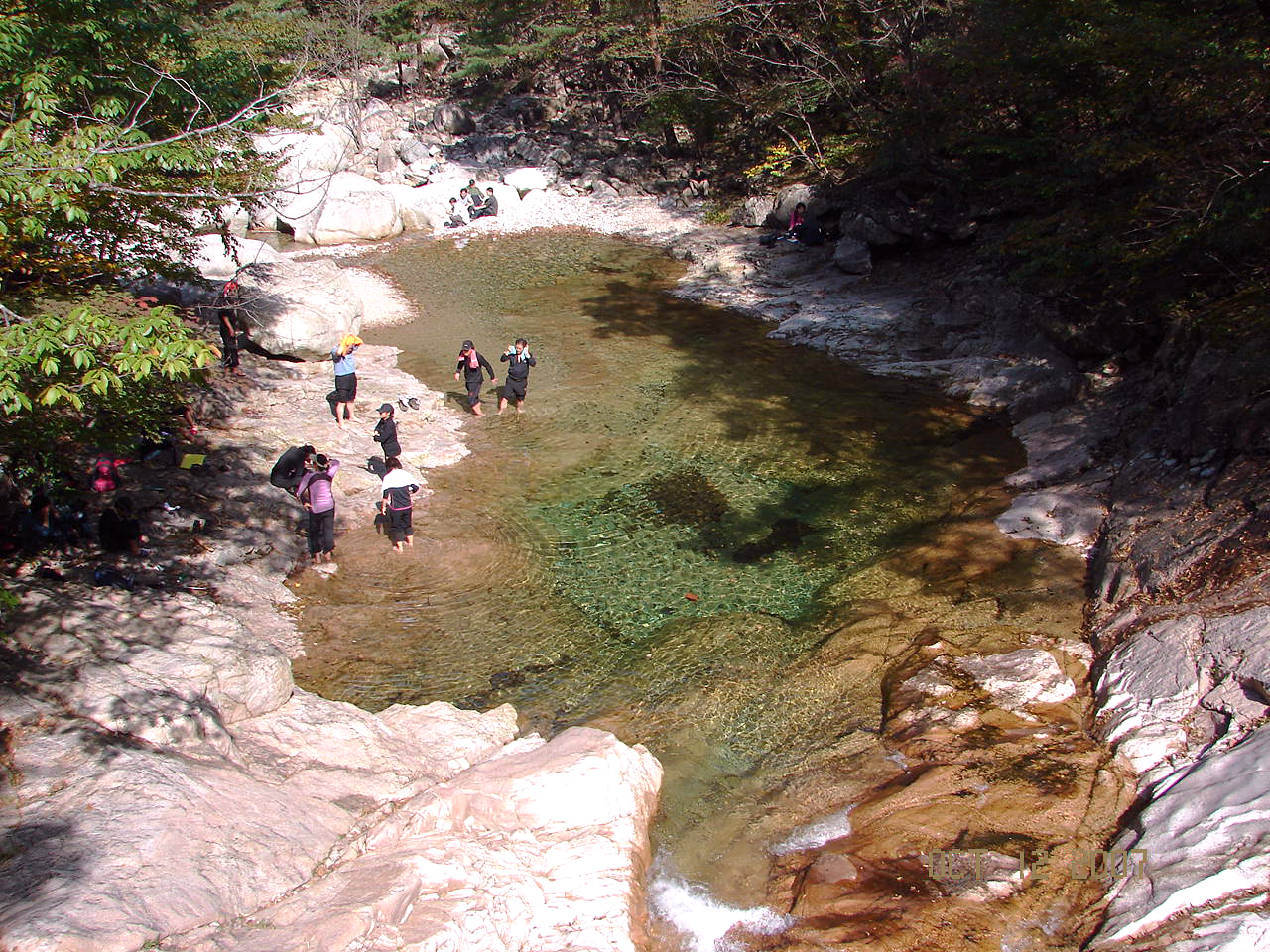
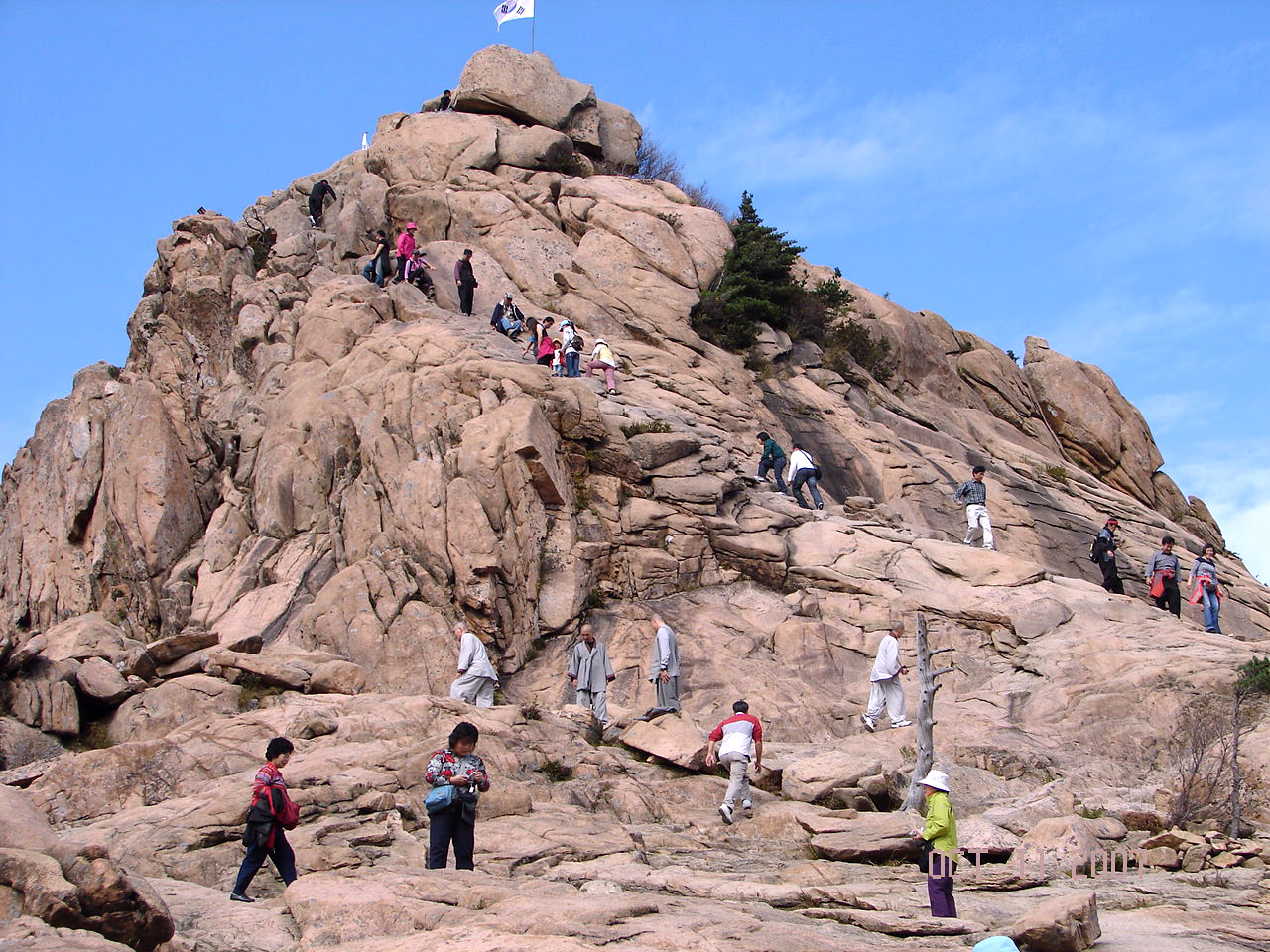
権金城